# مايكل إتيان
مايكل إتيان (بالألمانية: Michael Etienne)‏ (و. 1827 – 1879 م) هو صحفي نمساوي، ولد في فيينا، توفي في فيينا، عن عمر يناهز 52 عاماً.